# Panic selling
Il panic selling è una massiccia vendita, su larga scala, di strumenti finanziari dovuta al timore, da parte degli investitori, di imminenti ribassi dei titoli posseduti. Questo causa rapidi ed estesi crolli di valore. Durante una fase di panic selling, gli investitori cercano di disfarsi delle loro posizioni senza tenere in considerazione il prezzo.
Il panic selling è principalmente causato dalla paura di accumulare ulteriori perdite, tipicamente non si basa su analisi approfondite e manca quindi di razionalità.
La vendita su larga scala e a qualsiasi prezzo porta a tracolli delle quotazioni con violente oscillazioni dei prezzi che i mercati finanziari cercano di limitare usando dei meccanismi di sicurezza come, per esempio, la sospensione delle contrattazioni per eccesso di ribasso.